# 岡村民夫
岡村 民夫（おかむら たみお、1961年 - ）は、日本のフランス文学者・文化学者。法政大学教授。専門はフランス文学、表象文化論。

## 略歴
神奈川県横浜市生まれ。1985年立教大学文学部フランス文学科卒業。1992年ジュネーブ大学文学部一般言語学科中退。1997年立教大学大学院文学研究科博士課程単位取得満期退学、法政大学第一教養部専任講師、助教授、2003年国際文化学部教授。
2009年『イーハトーブ温泉学』で花巻市の制定する宮沢賢治イーハトーブ学会宮沢賢治賞奨励賞を受賞。

## 著書
- 『旅するニーチェ リゾートの哲学』（白水社） 2004
- 『イーハトーブ温泉学』（みすず書房） 2008
- 『柳田国男のスイス 渡欧体験と一国民俗学』（森話社） 2013
- 『立原道造 故郷を建てる詩人』（水声社） 2018

## 翻訳
- 『デュラス、映画を語る』（マルグリット・デュラス, ドミニク・ノゲーズ、みすず書房） 2003
- 『シネマ 時間イメージ』（ジル・ドゥルーズ、宇野邦一, 石原陽一郎, 江澤健一郎, 大原理志共訳、法政大学出版局、叢書・ウニベルシタス） 2006

## 論文
- ＜岡村民夫